# Les Bras en croix
Pour la chanson, voir Les Bras en croix (chanson).
Albums de Johnny Hallyday
Sings America's Rockin' Hits
(1962) Johnny, reviens ! Les Rocks les plus terribles
(1964)
Singles
1. Tes tendres années, Elle est terrible, Poupée brisée, Mashed potatoes time
Sortie : 1er mars 1963
2. Les bras en croix, Quitte-moi doucement, Quand un air vous possède, Dis-moi oui
Sortie : 10 mai 1963

Les Bras en croix est le quatrième album studio de Johnny Hallyday, il sort le 25 avril 1963.

## Titres
| 1.  | Les Bras en croix                                          | Jil et Jan                                | Johnny Hallyday                               | 2:15 |
| 2.  | Chance (Chains)                                            | Georges Aber (adaptation)                 | Gerry Goffin, Carole King                     | 2:23 |
| 3.  | Poupée brisée                                              | Georges Aber                              | Eddie Vartan, Eddie Francis                   | 2:15 |
| 4.  | Quitte-moi doucement (Break It to Me Gently (en))          | Ralph Bernet (adaptation)                 | Diane Lampert, Joe Seneca                     | 2:34 |
| 5.  | T’as qu’seize ans (You're Sixteen)                         | Gérard La Viny, Jil et Jan (adaptation)   | Bob Sherman, Dick Sherman                     | 2:24 |
| 6.  | Elle est terrible (Somethin' Else)                         | Jil et Jan (adaptation)                   | Bob Cochran, Sharon Sheeley                   | 2:00 |
| 7.  | Tes tendres années (Tender Years)                          | Ralph Bernet (adaptation)                 | Darrel Edwards                                | 2:25 |
| 8.  | Quand un air vous possède (When My Little Girl Is Smiling) | Georges Aber (adaptation)                 | Gerry Goffin, Carole King                     | 2:21 |
| 9.  | Parc’que j’ai revu Linda (I Saw Linda Yesterday)           | Rudi Révil, Georges Aber (adaptation)     | Dickey Lee, Allen Reynolds                    | 1:52 |
| 10. | Quand ce jour-là viendra (That'll Be the Day)              | Michel Emer (adaptation)                  | Buddy Holly, Jerry Allison (en), Norman Petty | 2:17 |
| 11. | Dis-moi oui (We Say Yeah)                                  | Claude Carrère, Ralph Bernet (adaptation) | Peter Gormley, Bruce Welch, Hank Marvin       | 2:10 |
| 12. | Mashed Potato Time (Mashed Potato Time (en))               | Guy Bertret, Roger Desbois (adaptation)   | Barry Mann, Bernie Lowe (en)                  | 2:23 |